# Helicopis conspecifica
Helicopis conspecifica är en fjärilsart som beskrevs av Felix Bryk 1953. Helicopis conspecifica ingår i släktet Helicopis och familjen Riodinidae. Inga underarter finns listade i Catalogue of Life.